# Aki Takayama
Aki Takayama (jap. 高山 亜樹, Takayama Aki; * 12. März 1970 in Ōsaka-Sayama) ist eine ehemalige japanische Synchronschwimmerin.

## Erfolge
Aki Takayama sicherte sich bei den Weltcups 1985 und 1987 jeweils Bronze mit der Mannschaft. Sie gewann außerdem 1986 bei den Weltmeisterschaften in Madrid mit der japanischen Équipe im Mannschaftswettkampf hinter den Mannschaften Kanadas und der Vereinigten Staaten ebenfalls die Bronzemedaille. Fünf Jahre darauf wiederholte sie diesen Erfolg bei den Weltmeisterschaften in Perth. Mit 189,753 Punkten blieb die japanische Mannschaft ebenso hinter den mit 196,144 Punkten erstplatzierten US-Amerikanerinnen zurück, wie den mit 193,259 Punkten zweitplatzierten Kanadierinnen. Darüber hinaus wurde sie mit Mikako Kotani im Duett Vizeweltmeisterin. 1989 und 1991 belegte Takayama jeweils beim Weltcup im Duett den zweiten Platz.
1992 gab Takayama in Barcelona ihr olympisches Debüt und trat bei den Spielen in zwei Wettbewerben an. Im Solo schied sie bereits in der Vorrunde aus. Im Duett trat sie gemeinsam mit Fumiko Okuno an. Sie beendeten ihren Wettbewerb mit 186,868 Punkten auf Rang drei, womit Takayama und Okuno die Bronzemedaille gewannen. Bessere Ergebnisse erzielten lediglich die beiden siegreichen US-Amerikanerinnen Sarah Josephson und Karen Josephson mit 192,175 Punkten sowie Vicky Vilagos und Penny Vilagos aus Kanada mit 189,394 Punkten.